# Check Eins
Check Eins là chương trình dành cho trẻ em trên kênh ARD với Das Erste. Được phát sóng vào sáng thứ bảy và chủ nhật (theo giờ địa phương) và các ngày lễ quốc gia.

## Các chương trình phát sóng trên Check Eins
- Anna und die wilden Tiere
- Armans Geheimnis
- Checker Can
- Checker Julian
- Checker Tobi
- dasbloghaus.tv
- Der Sattelclub
- Die beste Klasse Deutschlands
- Die Bobobobs
- Die Falltür
- Die Garfield-Show
- Donkey Kongs Abenteuer
- Dora
- Durch die Wildnis
- Grisu, der kleine Drache
- Heißer Draht ins Jenseits
- Kann es Johannes?
- Mit Armin unterwegs
- motzgurke.tv
- neuneinhalb
- Paddington Bär
- Paula und die wilden Tiere
- Pingu in der Stadt
- Planet Max
- Die Pfefferkörner
- Die Pferdeflüsterin
- RoboRoach
- Sechs auf einen Streich
- Die Sendung mit der Maus
- Tiere bis unters Dach
- tierisch gut!
- Titeuf
- Tigerenten Club
- Willi wills wissen
- Wissen macht Ah!
- Zoobabies

Lưu ý: Các tên chương trình trên không dịch được sang tiếng Việt.

## Trang web
Trang web checkeins.de được duy trì bởi nhóm biên tập trực tuyến Das Erste của BR ở Munich.